# Stanisław Śliwa
Stanisław Śliwa (ur. 20 stycznia 1922 w Bieżanowie, zm. 24 grudnia 2007 w Koszalinie) – polski oficer, pułkownik ludowego Wojska Polskiego, komendant Wyższej Szkoły Oficerskiej Wojsk Obrony Przeciwlotniczej (1971–1974), szef Wojewódzkiego Sztabu Wojskowego w Koszalinie (1974–1978).

## Życiorys
Ukończył Gimnazjum i Liceum im. Jana Matejki w Wieliczce. We wrześniu 1939 był żołnierzem Oddziału Obrony Obywatelskiej w Bieżanowie i Prokocimiu. W LWP pełnił służbę od 23 lutego 1945 r. jako żołnierz zapasowego pułku piechoty 2 Armii Wojska Polskiego.
23 maja 1947 ukończył Oficerską Szkołę Artylerii w Toruniu. W stopniu podporucznika dowodził 3 plutonem szkolnym i baterią podchorążych w OSA, a od września 1949 baterią i dywizjonem w Oficerskiej Szkole Artylerii Przeciwlotniczej w Koszalinie. W latach 1953–1959 pełnił funkcję kierownika Cyklu Taktyki, dyrektora nauk i szefa Wydziału Szkolenia szkoły. W 1958 roku ukończył studia w uczelni wojskowej o profilu przeciwlotniczym w ZSRR. Po ukończeniu studiów w Akademii Sztabu Generalnego w 1963 roku został wyznaczony na stanowisko zastępcy dowódcy 69 pułku artylerii przeciwlotniczej do spraw liniowych w Lesznie.
Od roku 1967 był zastępcą, później szefem Wojsk Obrony Przeciwlotniczej Pomorskiego Okręgu Wojskowego w Bydgoszczy. Od 10 lutego 1971 do 4 stycznia 1974 był komendantem Wyższej Szkoły Oficerskiej Wojsk Obrony Przeciwlotniczej w Koszalinie. W 1974 został szefem Wojewódzkiego Sztabu Wojskowego w Koszalinie. Stanowisko to sprawował przez 4 lata. W styczniu 1978 roku zakończył czynną służbę wojskową i przeszedł na emeryturę.
Członek PZPR. Był działaczem społecznym w środowisku byłych żołnierzy zawodowych Koszalina. Od grudnia 1983 był prezesem Zarządu Wojewódzkiego ZBoWiD w Koszalinie.
Pochowany został na Cmentarzu Komunalnym w Koszalinie.